# Ōzaru

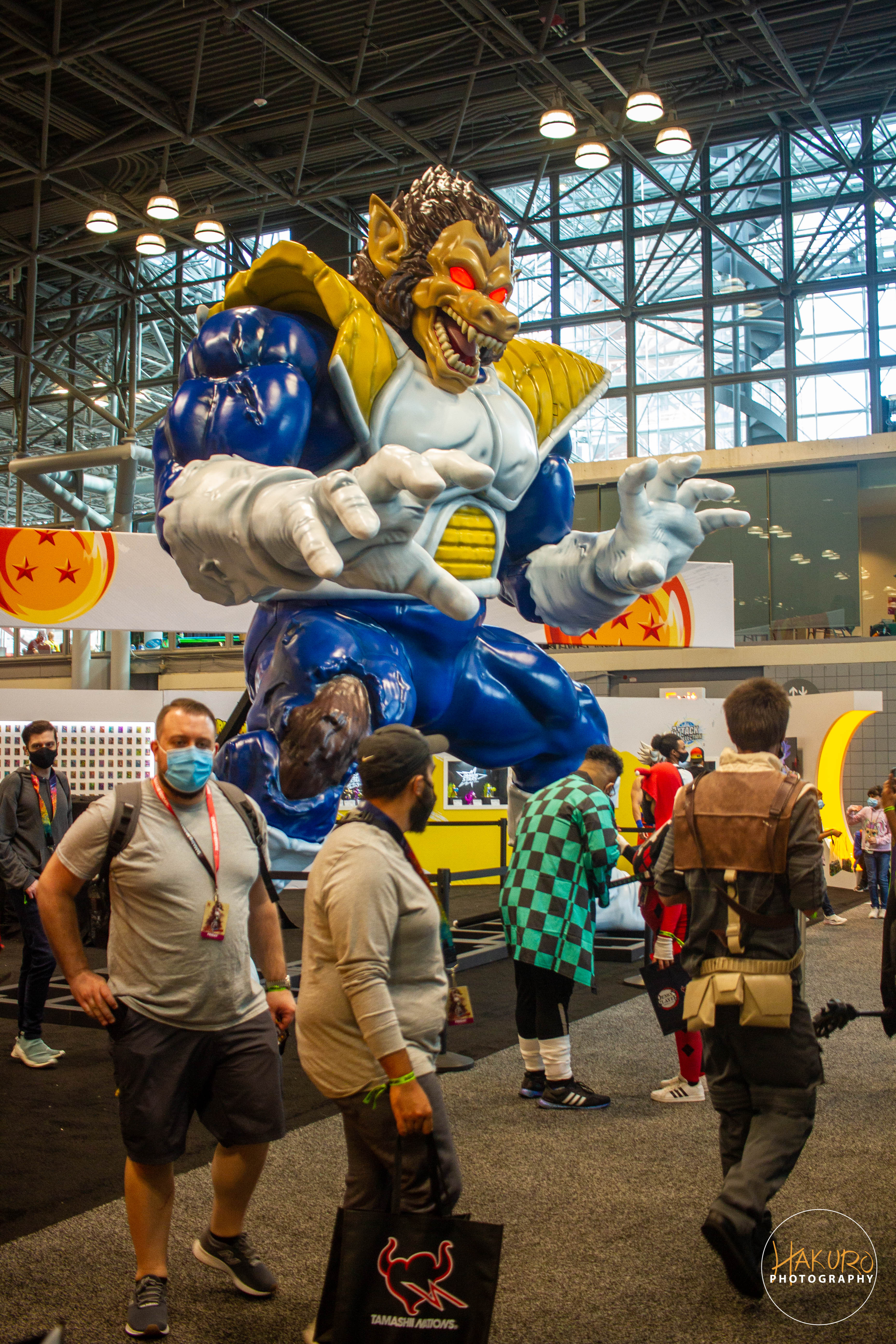
Estatua de Vegeta transformado en Ōzaru.

El Ōzaru (大猿?  Gran mono) es una transformación especial de algunos personajes del manga y anime Dragon Ball. Esta habilidad les permite a los saiyajin con su cola intacta convertirse en un simio gigante si se exponen a la luz de la Luna llena, lo cual multiplica su poder diez veces.

## Condiciones para la transformación
Esta transformación solo puede ser realizada por los pertenecientes a la raza Saiyajin, o bien híbridos de primera generación de saiyajin y humano, se desconoce si en generaciones siguientes también es así. La luz de la luna llena emite unas ondas llamadas Bruits, producto del reflejo de la luz del Sol, de más de 17 millones Zenoes, y si estas ondas entran por los ojos, producen una reacción en la cola (ya que las glándulas encargadas de iniciar la transformación se encuentra exclusivamente allí)y comienza el cambio. Si no hay luna, un planeta reflejará la misma cantidad de rayos. La forma más sencilla de lograr esto es mirar la luna llena, por lo que Saiyayines son similares a los hombres lobo en este aspecto. Si alguna de las nubes cubrieron la luna y / o el planeta, se bloquean ciertas cantidades de la radiación.
Si la cola es cortada o ha sido amputada al momento de la exposición de los rayos de transformación, no llegará a producirse la metamorfosis; si se le corta a un Ōzaru su cola, éste vuelve a estado normal, otra estrategia sería destruir la Luna.
Algunos saiyajin, como Vegeta y Tullece conocen una técnica llamada Power Ball que imita la misma intensidad de la luz de la luna, lo que produce la conversión en la fase Ōzaru de los Saiyajin que estén alrededor, este ataque es peligroso y fue comúnmente usado por los antiguos Saiyajin en la conquista del espacio, en los lugares donde no había luna, pues todos los guerreros eran convertidos en Ōzaru para conquistar rápidamente los planetas deseados.
Sin embargo esta técnica es un arma de doble filo, ya que manifestarla consume una gran cantidad de poder y debilita enormemente al creador, por lo que tras ejecutarla en batalla en muchas ocasiones transformarse en Ōzaru se vuelve una necesidad.
Otro método conocido es por medio de las naves cápsulas que utilizan los Saiyajines para transportarse a otros planetas, las cuales cuentan con un proyector que puede manifestar una imagen de la luna llena en el cielo si es necesario. Este sistema era usado especialmente cuando un infante era enviado a algún planeta para asegurar así el uso de su transformación en el caso de que no hubiera luna o sus ciclos fueran demasiado extensos.

## Características de los saiyajin en forma Ōzaru
El nivel de la energía de un Ōzaru es igual al nivel de la energía de los saiyajin antes de la transformación multiplicada por diez. Vemos cómo Vegeta controla su estado de Ōzaru perfectamente, mientras Gokū y Gohan pierden el control en la forma de Ōzaru y son inconscientes de esta transformación. La explicación que Krilin le da, es que al estar estos dos más humanizados (Goku por su perdida de memoria al darse un golpe en la cabeza de bebé y Gohan por su mezcla con sangre humana), al transformarse en Ōzaru dejan salir su instinto destructivo saiyajin; Vegeta posteriormente, cuando le dijeran que debía dominar el poder Ōzaru para obtener la transformación SSJ4, comentaría que hace mucho la había dominado, lo que podría dar a entender que la raza se sometía a un entrenamiento para obtener su consciencia en este estado. Los saiyajin en la forma de Ōzaru pueden lanzar energía de su boca (el chow makohu) , de una forma relacionada con el rayo termonuclear de Godzilla.
El tamaño de un Ōzaru es contradictorio del anime al manga. Una generalización es que la mayoría de los saiyajin y los humanos caben en la palma de la mano de un Ōzaru. Un ejemplo sobre lo contradictorio del tamaño, es la primera transformación mostrada de Gokū, es mucho más grande en el anime que en el manga. En  el videojuego Dragon Ball Z: Budokai Tenkaichi, el tamaño del Ōzaru fue reducido considerablemente pero siguen siendo los personajes más grandes del juego. Estos cambios de tamaño provocan que la ropa normal se destruya, los saiyajin usan una armadura de un material especial que puede estirarse para caber en la forma de Ōzaru y contraerse de nuevo al volver a su forma normal. Gokū y Gohan no tenían estas armaduras, por eso sus ropas se rompen y al volver a su estado normal aparecen desnudos. La transformación también agota absolutamente, en los casos de Gokū y Gohan ambos quedan inconscientes, pero Vegeta al estar entrenado queda agotado, pero no al punto de perder la consciencia.

## Ōzaru dorado
El Ōzaru dorado (黄金大猿 Ōgon Ōzaru?), también llamado Ōzaru de oro o Super Ōzaru, es una forma alternativa y mucho más fuerte de los grandes simios que se ve sólo en Dragon Ball GT. Este estado se alcanza por Saiyayines que tienen una cola, un alto nivel de poder y que ya usan la forma de Super Saiyayin. Ya sea por ver la luna llena o un emisor de ondas Blutz, el Saiyayin se transformara con un pelaje de color dorado y una apariencia idéntica a la de un Ozaru regular (excepto Ozaru Baby, cuya piel es de color azul por la mutación que Baby causa en Vegeta), además de un aura dorada que a veces es visible alrededor del usuario. 
El poder del Ozaru dorado es mayor al del Super Saiyajin 3 y comparable al del Super Saiyajin 4. En este estado, el poder y la fuerza de un Saiyayin aumentan drásticamente. Ellos tienen las mismas capacidades que el Ozaru normal, pero más poderosas y destructivas. Su ira aumenta, causando una gran destrucción. Su locura también aumenta hasta el punto de convertirse en incontrolables. En este estado, Goku era más poderoso que Baby, pero era incapaz de concentrarse en la lucha contra él. Baby (mientras estaba dentro de Vegeta) se transformó en este estado pero poseía control total del cuerpo ya que era la mente de vegeta y no la suya la que estaba en frenesí.
Este estado sólo lo han conseguido Son Gokū, Gohan, Vegeta, Broly y Vegeta Baby.  Fue descubierto por Gokū por accidente en su pelea con Vegeta Baby al reemplazar la luna llena con la Tierra. Su fuerza tuvo un aterrador incremento pero sin tener razón ni conciencia de sí mismo por lo que empezó a destruir todo a su alrededor, sólo las palabras de su nieta Pan lograron calmarlo y transformarlo en un supersaiyajin de nivel 4. Vegeta lo logró gracias a una Máquina de Ondas Blutz artificiales creada por Bulma. Broly obtiene este estado en el juego arcade Dragon Ball Heroes.

## Habilidades
En Dragon Ball, el Ōzaru  no tiene capacidades especiales; actúa de manera violenta y destructiva sobre cualquier cosa. Comparte la misma debilidad que un saiyajin, pierde sus fuerzas si su cola es exprimida fuertemente. Más adelante, en Dragon Ball Z, el Ōzaru llega a ser mucho más destructivo. Presenta la capacidad de lanzar energía por la boca. Además, Vegeta demuestra su entrenamiento saiyajin  llegando incluso a hablar mientras está transformado,hasta su traje permanece intacto. La velocidad y agilidad de Vegeta no fue afectada por la transformación. Y en Dragon Ball GT, aumenta de nuevo la capacidad del Ōzaru, ahora también respira fuego. Vegeta Baby puede incluso seguir usando los ataques que realizaba antes de estar transformado e incluso empieza a hablar mediante telekinesis.

## Apariciones

### Dragon Ball
- Gokū es el primero en transformarse cuando Pilaf encierra a sus amigos dentro de un compartimiento diseñado para amplificar los rayos del sol y que los quemaría vivos cuando amaneciera. Yamcha intenta cortar su cola, pensando que el dolor lo haría desmayarse. Afortunadamente, esto lo hace cambiar de nuevo a su estado normal.[3] Gokū menciona también antes de transformarse que su abuelo Gohan le había dicho que nunca mirara a la luna llena, y que su abuelo fue asesinado por un monstruo que aparecía las noches de luna llena. Esto implica por lo menos dos transformaciones anteriores a esta que no aparecen.[6]
- Goku se transforma otra vez durante el 21.er Tenkaichi Budōkai. Yamcha intenta cortarle la cola, pero Jackie Chun (Maestro Roshi) encuentra una solución más drástica y utiliza un Kame Hame Ha para destruir la luna por lo que Gokū conserva su cola.

- Debido a la carencia de una luna, Gokū no puede volver a transformarse, sin embargo, un Ōzaru aparece como representación de su energía, cuando mata a Piccolo Daimaō. Kamisama, al enterarse, corta la cola de Gokū durante su entrenamiento y restaura la luna.

### Dragon Ball Z
- Cuando Gohan se transforma por primera vez, Piccolo destruye de nuevo la luna y después le corta la cola a Gohan.

- La cola de Gohan creció y se proyectaba una imagen de la luna llena en el cielo de la noche. Piccolo encuentra la fuente del claro de luna (que no era otra que la nave espacial en la que Goku llegó a la Tierra), la destruye y corta de nuevo la cola de Gohan.

- Kaiō-sama hace mención a como los saiyajin pudieron destruir totalmente a los Tsufur transformándose en Ōzaru.

- Después de que Gokū supere el Galick Hō de Vegeta con su Kame Hame Ha, Vegeta enfurece y decide que necesita transformarse. Al notar la carencia de luna, habían planeado su llegada para coincidir con la luna llena en caso de que la transformación fuera necesaria, crea una bola de energía para simular la luz de la luna llena, aunque esta drena su energía. Su transformación se detiene cuando Yajirobe corta su cola.

- Durante la misma batalla, la cola de Gohan crece. Utiliza la bola de energía de Vegeta para transformarse. Se mantiene transformado hasta que un disco de energía le corta la cola.

- En Namek, cuando Vegeta se enfrenta a Dodoria, este último, cuenta como Freeza consiguió destruir a los saiyajin, un grupo de estos aparecen transformado en Ōzaru.

- A partir de aquí el Ōzaru no aparece en el resto de la serie, puesto que los saiyajin ya no tienen cola. Solo hace una pequeña aparición cuando Gokū se trasforma en Supersaiyajin 3, simbolizando su poder y raíces como saiyajin que es.

### Dragon Ball GT
- Baby explica como los saiyajin destruyeron a su pueblo transformándose en Ōzaru.

- Cuando incluso en Supersaiyajin 3, Gokū no demuestra ser ningún problema para Vegeta Baby, el viejo Kaiō decide que la única manera de vencerle está en sacarle la cola a Gokū para que pueda convertirse en Ōzaru. Esta vez lo hace utilizando la Tierra como luna y en un estado de Ōzaru Dorado.

- Bulma crea una máquina de ondas Bruits para transformar a Vegeta Baby en Ōzaru, quien también lo consigue en estado de Ōzaru Dorado.

- En la saga de Los Dragones Oscuros, para enfrentar al Dragon de Una Estrella Goku recibe el Ki de sus hijos, nieta y de Trunks, manifestándose esta energía por instante con la forma de un Ōzaru de luz dorada.

- En la saga de Los Dragones Oscuros, Vegeta lo transformaron en Ozaru para su transformación en Super Saiyajin 4, al principio es un Ōzaru normal, pero luego de que habló, se transformó en Super Ōzaru, logrando la transformación del Super Saiyajin 4.

### Películas y especiales de televisión
- Majinjō no Nemuri Hime - (Gokū)
- Chikyū marugoto chōkessen – (Gohan)
- Tatta hitori no saishū kessen (Bardock y su equipo)
- Dragonball Evolution – (Gokū)

### Videojuegos
La transformación en  Ōzaru aparece en varios videojuegos, entre ellos:
- Dragon Ball Z: Budokai
- Dragon Ball Z: Budokai Tenkaichi
- Dragon Ball Z: Budokai Tenkaichi 2
- Dragon Ball Z: Budokai Tenkaichi 3
- Dragon Ball GT: Transformation
- Dragon Ball Final Bout